# 郭松齢
郭 松齢（かく しょうれい）は、清末民初の軍人。北京政府、奉天派の有力軍人である。初期は中国同盟会、護法軍政府でも活動したことがあり、北方各軍の中では異色の経歴の持ち主である。字は茂宸。祖籍は山西省汾陽県。

## 事跡

### 中国同盟会、護法軍政府での活動
1905年（光緒31年）、奉天陸軍小学堂に入学する。成績優秀であったため、翌年に陸軍速成学堂へ送られている。1907年（光緒33年）卒業した。北洋陸軍第3鎮で実習を積み、その後、奉天に戻って盛京将軍衙門衛隊哨長に任命された。1909年（宣統元年）、四川省に転任して衛隊管帯に任命された。この時、方声濤・葉荃の紹介により、中国同盟会に加入した。1911年（宣統3年）、四川省で革命派による蜂起、それに続く混乱が発生すると、郭松齢は奉天に戻り、革命を画策した。しかし、趙爾巽や張作霖の取り締まりを受けて逮捕、収監されてしまう。同期学生たちの支援で、辛うじて釈放された。
1912年（民国元年）、北京将校研究所に入学する。優秀な成績で卒業した後に奉天へ戻り、都督府少校参謀に任命された。1913年（民国2年）秋、北京の中国陸軍大学深造班（研究班）に第3期生として入学する。1916年（民国5年）に卒業し、北京講武堂教官に任命された。1917年（民国6年）7月、孫文（孫中山）が護法戦争を開始すると、郭はこれに参加し、韶関講武堂中校教官となった。この時、孫と対面し、桂軍（広西軍）の台頭への対策を巡って協議したことがある。しかし1918年（民国7年）5月、護法軍政府が7総裁制に改組されて孫文が事実上失脚したため、郭は失望して奉天へ引き返した。

### 奉天派の有力軍人へ
奉天に戻ると、郭松齢は、陸軍大学の同級生だった督軍署参謀長秦華の推薦により、奉天督軍署中校参謀として任用された。1919年（民国8年）2月、張作霖が東三省陸軍講武堂を再建すると、郭は戦術教官として任用された。この時、張学良が講武堂で学習しており、郭の優れた能力・識見に敬意を抱いた。1920年（民国9年）春に張学良が講武堂を卒業して、巡閲使署衛隊旅旅長に任命される。その際に張学良は、父に依頼して、郭を同旅参謀長兼第2団団長として起用した。
郭松齢は参謀長として軍隊の訓練に従事し、まもなく張学良の衛隊旅は、奉天派でも屈指の精鋭部隊になった。同年7月に安直戦争が勃発する。郭は張作霖から先鋒司令に任命されて直隷派側として参戦し、天津小站で安徽派の2旅を殲滅する功績を挙げた。その後も、郭は東北で匪賊討伐に貢献し、次第に張作霖からも信任を得るようになる。
1921年（民国10年）5月、張作霖が蒙疆経略使を兼任し、奉天陸軍を10個混成旅に拡充する。その際に、張学良が第3混成旅旅長に任命され、郭松齢は第8混成旅旅長に抜擢された。この第3旅と第8旅は、連合司令部を組織している。張学良は、軍の運営・訓練に関して、郭に実際の責任を委ねた。1922年（民国11年）4月、第1次奉直戦争が勃発して奉天派は大敗した。しかし張学良・郭松齢が率いる第3混成旅・第8混成旅は善戦し、壊滅することなく整然と撤退した。その後、張作霖は陸軍整理処を設置し、同処参謀長に張学良、参謀長代理に郭松齢が任ぜられ、軍隊の整理・訓練に従事した。その一方で郭は、張作霖にしばらくの民力休養と内政の近代化を進言したが、これは受け入れられなかった。

### 張作霖への不満
1924年（民国13年）9月、第2次奉直戦争が勃発し、郭松齢は鎮威軍第3軍副軍長兼第6師師長に任ぜられる。郭の貢献もあって、奉天派は勝利を収めた。張学良と郭松齢は京楡駐軍の正副司令に任命されている。しかし、この時に鎮威軍総司令部参謀長（総司令は張作霖）となった楊宇霆は、郭を最大の政敵と見做してその排除を目論むようになり、両者は対立を深める。また郭は張作霖に対しても、その戦争継続方針に不満を抱いていた。これらのことから、第2次奉直戦争の間に郭は早くも馮玉祥と連絡を取り合い、張作霖打倒を図る動きを見せている。
1925年（民国14年）10月、郭松齢は日本を軍事視察のため訪問した。しかしこの時、軍事的拡張を続ける張作霖の後ろ盾に日本があり、張作霖が日本に様々な便宜を図っていると知る。そのため、郭はますます張作霖と日本への不信、反感を募らせた。同月帰国し、張学良の委託を受け天津で第3方面軍（3個軍で構成）を組織する。あわせて郭は、第10軍軍長に任命された。
11月、奉軍と馮玉祥率いる国民軍との衝突が発生すると、郭松齢は張作霖から国民軍討伐を命じられたが、郭はこれを拒否。黄花崗七十二烈士林覚民の兄で中華民国臨時約法を制定したことで知られていた林長民を秘書長とし、張作霖・楊宇霆を討伐しようと図った。しかし、林長民は1924年に『日本人に告ぐ』（原題：『敬告日本人』）という書を公表して日本の対中政策を批判していた為、郭松齢も関東軍に敵対的と看做されることになった。さらに郭松齢は張学良をも擁す計画を抱いていた。しかし張学良は、郭の内戦停止という主張には賛同していたものの、兵変実行には反対であった。

### 兵変、敗北
張作霖軍は、上記のように馮玉祥麾下の国民軍と緊張状態にあっただけでなく、孫伝芳、呉佩孚などの軍閥軍との対立も続いていた。同年11月22日、郭松齢は張作霖の下野を要求して兵変を発動し「東北国民軍」の結成を宣言、張作霖と楊宇霆の打倒を目標とする軍事活動を開始する。郭の部隊は5万人を擁するもので奉天軍中において最も精鋭とされていた。備えの無かった張作霖は、張学良を派遣して収拾を図ろうとしたが、郭は拒否した。郭は11月28日に山海関を攻略して、12月1日に満州へ入り、12月7日には錦州も占領した。この攻勢に張作霖も、一時は下野を考えた。
このとき日本側は、満州軍閥交代の可能性と同時に、郭松齢が馮玉祥と連携し、中国国民党の影響も受けている点を警戒していた。関東軍は郭の意図を「張を駆逐して自らこれにかわり、国民党の三民主義を実現しようとすることは明らかであり、東三省を戦乱に巻き込み、満州にソ連の勢力を誘致して日本の国防および満蒙政策において看過できない事態を惹起する」と判断した。南満州鉄道社長・安広伴一郎も、郭の反乱の成功により「東三省が赤化運動に蹂躙され、満鉄や関東州の存在しない“自由地帯”が出現することを恐れる」として、日本の権益が損なわれることを憂慮した。
奉天の吉田茂総領事と天津の有田八郎総領事を含む外務省当局者も、郭が満州を掌握すれば国民党の進出を招き、赤化の脅威につながるとして、張の勢力を維持させて現状の継続を求めることが得策と判断した。日本政府側は、満州問題を中国の「一部の情勢」と判断した。宇垣一成陸相も「大局上の不利を招かざる範囲においては張の存在支持に大いに努力してやることが帝国のために得策」と認識していた。
12月8日、関東軍は郭松齢に対して警告をおこない、南満州鉄道とその附属地20里以内での作戦を許可しない旨を伝えた。これにより張作霖は、反撃のための動員を行うことが可能となった。郭は12月23日に敗北し、夫人の韓淑秀とともに逃亡したが、結局は逮捕されてしまう。12月25日、郭・韓は、奉天省遼中県において揃って銃殺された。郭、享年43。韓、享年35。事件後、追い詰められた馮玉祥は、翌1926年（民国15年）1月初めに下野を宣言する。そして、外蒙を経てソ連へ退避した。